# Nososticta koongarra
Nososticta koongarra är en trollsländeart som beskrevs av Watson och Günther Theischinger 1984. Nososticta koongarra ingår i släktet Nososticta och familjen Protoneuridae. Inga underarter finns listade i Catalogue of Life.